# Adjunktus (oktatás)
Az adjunktus a tanársegédnél magasabb, a docensnél alacsonyabb főiskolai vagy egyetemi oktatói beosztás.
Amíg a főiskolai adjunktusok kinevezésének nem feltétele a tudományos fokozat, addig az egyetemi adjunktusok esetében ezt kevés kivételtől eltekintve megkövetelik. Az adjunktustól elvárt, hogy önálló tudományos tevékenységet folytasson.
Az adjunktus feladata szemináriumok és gyakorlatok vezetése, illetve szükség esetén előadások tartása. Általában heti 8-12 óra oktatási kötelezettségük van.
A bolognai folyamat során a főiskolai és egyetemi oktatói beosztások közötti különbség csökken, így a kinevezés feltételrendszere is egységesül. Az adjunktusi kinevezés általában határozott időre (legfeljebb négy évre) szól, ami két alkalommal meghosszabbítható, de lehetséges határozatlan idejű kinevezés is.